# Michael Goulian

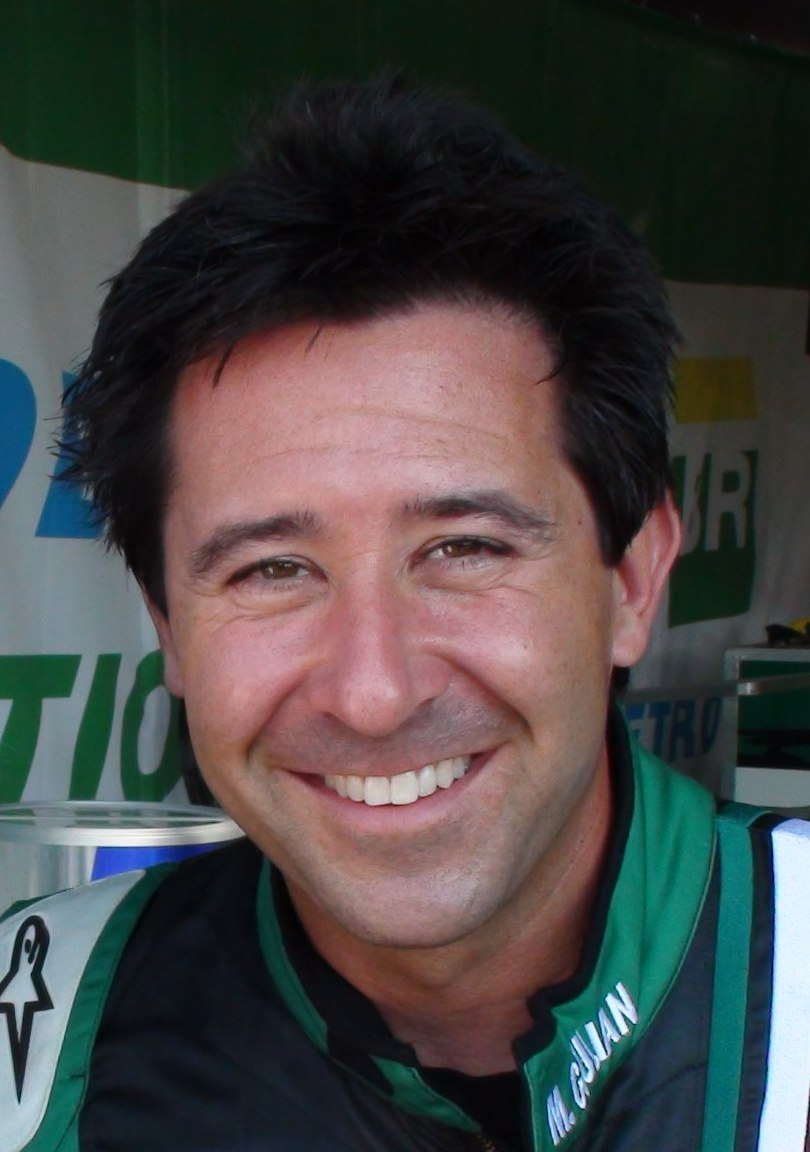
Michael Goulian

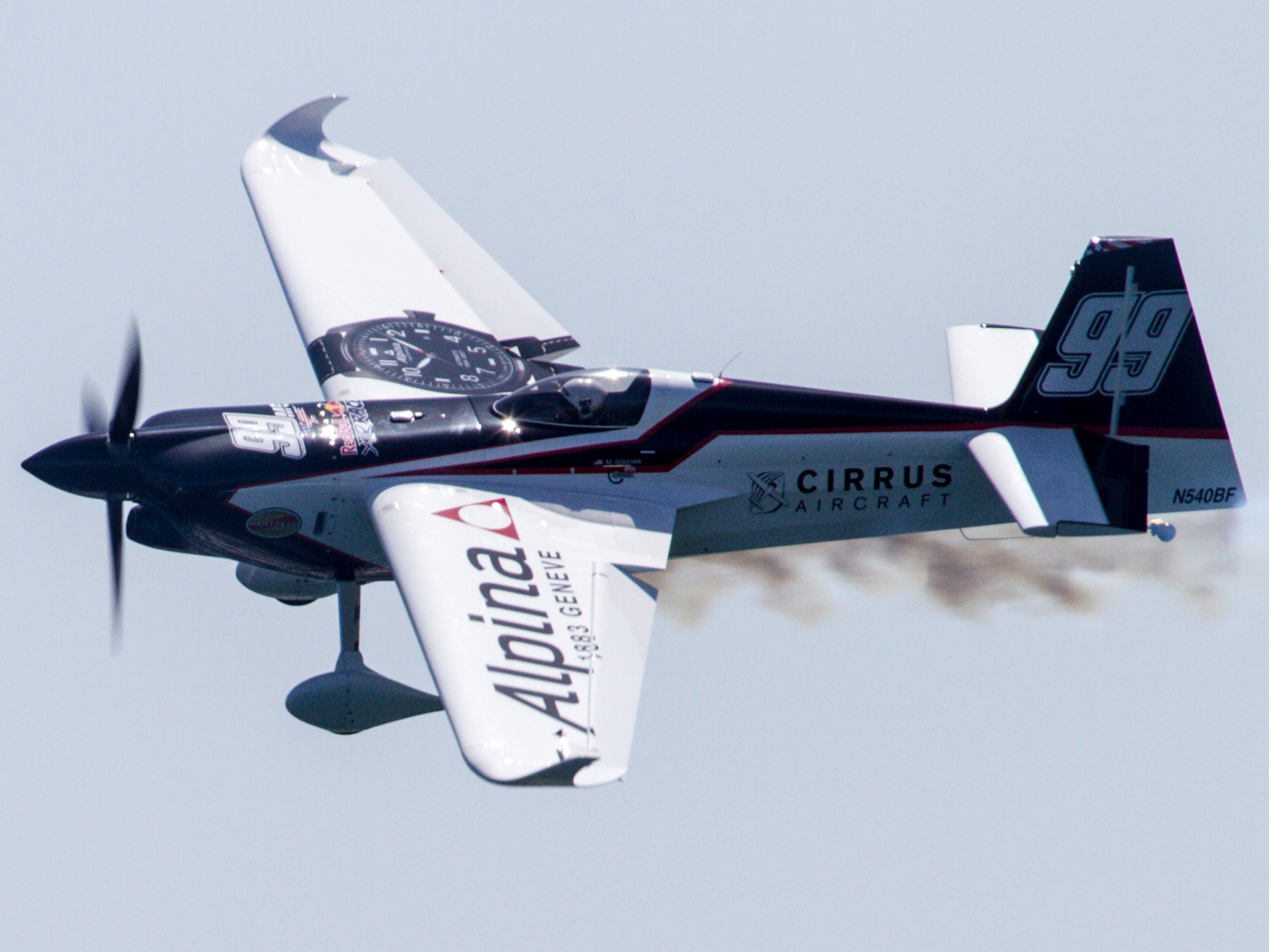
2017 Red Bull Air Race of Chiba - N540BF

Michael George Goulian (Winthrop, Massachusetts, EUA, 4 de setembro de 1968) é um aviador americano que corre na Red Bull Air Race World Series com o número 99.
Nasceu em uma família ligada aos negócios da aviação, que fundaram uma das maiores escolas de voo do nordeste americano em 1964. O pai, Myron Goulian (também conhecido como "Mike"), era um examinador da FAA e Michael cresceu lavando aviões e varrendo o assoalho do hangar.
Ele começou seu treinamento de acrobacias durante seu tempo na escola de pilotagem. Sua carreira continuou com ele ganhando muitos títulos nos Estados Unidos e no resto do mundo.
Ele é casado com Karin Goulian desde 2000, e gosta de esquiar, jogar hockey no gelo e golf.